# مایک رایان (ورزشکار)
مایک رایان (انگلیسی: Mike Ryan؛ زادهٔ ۲۶ december ۱۹۴۱ (۸۳ سال)) ورزشکار دو و میدانی اهل نیوزیلند است.
وی در مسابقات کشوری و بین‌المللی در مجموع برندهٔ ۲ مدال برنز شده‌است.